# Leo Sharp

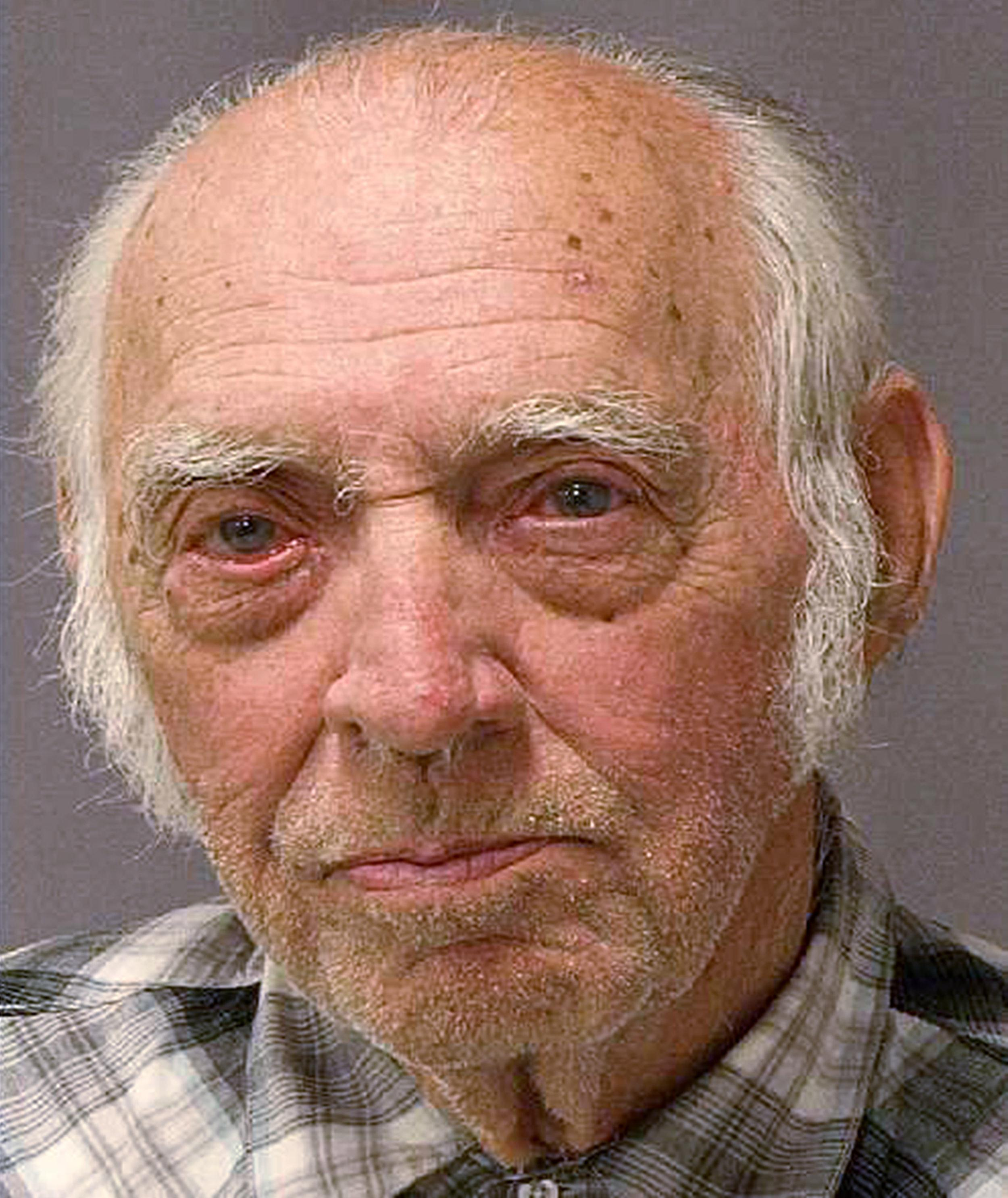
Leo Sharp, 2011

Leo Sharp (auch El Tata, der Alte genannt) (* 7. Mai 1924; † 12. Dezember 2016) war ein US-amerikanischer Kriegsveteran, Pflanzenzüchter und Drogenkurier für das Sinaloa-Kartell.

## Leben
Im Zweiten Weltkrieg kämpfte Sharp als Soldat im Italienfeldzug und erhielt den Bronze Star. Später besaß er eine Blumenfarm nahe Michigan City, Indiana. Er züchtete 180 Varianten der Taglilie.  In den späten 1990er Jahren gingen seine Geschäfte schlechter.
Sharp hatte gut zehn Jahre lang Drogen transportiert, als er am 21. Oktober 2011 im Alter von 87 Jahren bei einer Lieferung von 104 kg Kokain nach Detroit festgenommen wurde. Am 7. Mai 2014, seinem 90. Geburtstag, wurde er zu einer dreijährigen Haftstrafe verurteilt. Im Juni 2015 wurde er wegen gesundheitlicher Probleme entlassen. Er wurde nach seinem Tod auf dem Hawaii Punchbowl National Cemetery bestattet. Seine Geschichte ist der Stoff für den Kinofilm The Mule aus dem Jahr 2018, unter der Regie von Clint Eastwood, der auch die Hauptrolle spielte, im Film als Earl Stone.